# Rosaro (Acquasparta)
Rosaro è una frazione del comune di Acquasparta in provincia di Terni.
Il piccolo paese, collocato vicino a Casigliano, si trova su una collina alta 363 m s.l.m., alla sinistra della valle del torrente Naia.
Secondo i dati del censimento ISTAT 2001, gli abitanti sono 48, mentre secondo il sito comunale sono 98.

## Storia
Probabilmente il toponimo deriva dal termine roseto. Nel 1250, assieme ai castelli vicini, fu saccheggiato dai ghibellini tuderti. Per Rosaro, infatti, passava la via Ulpiana, anticamente chiamata anche Strata o Petrosa o delle Sette Valli: essa si immetteva poi, a San Gemini, sull'antica via Flaminia, e si incrociava anche con la via Romana che conduce a Spoleto e con una strada che conduce a Terni.
Signore di Rosaro fu il casiglianese Ludovico degli Atti; alla fine della sua famiglia, il paese passò alla Camera Apostolica e nel 1607 fu venduto ai Corsini, assieme a Sismano.
Nel XVII secolo, il territorio di Rosaro fu oggetto di studi paleontologici da parte di Federico Cesi, il fondatore dell'Accademia dei Lincei.

## Monumenti e luoghi d'interesse
- Antico castello, risalente al Medioevo, con una sola porta. Oggi viene utilizzato come fattoria.
- Chiesa di san Lorenzo, ad una sola navata, ha tre altari. Il campanile in travertino è del 1736.

## Economia e manifestazioni
Il 10 agosto si svolgono festeggiamenti in onore del patrono, san Lorenzo.

## Galleria d'immagini

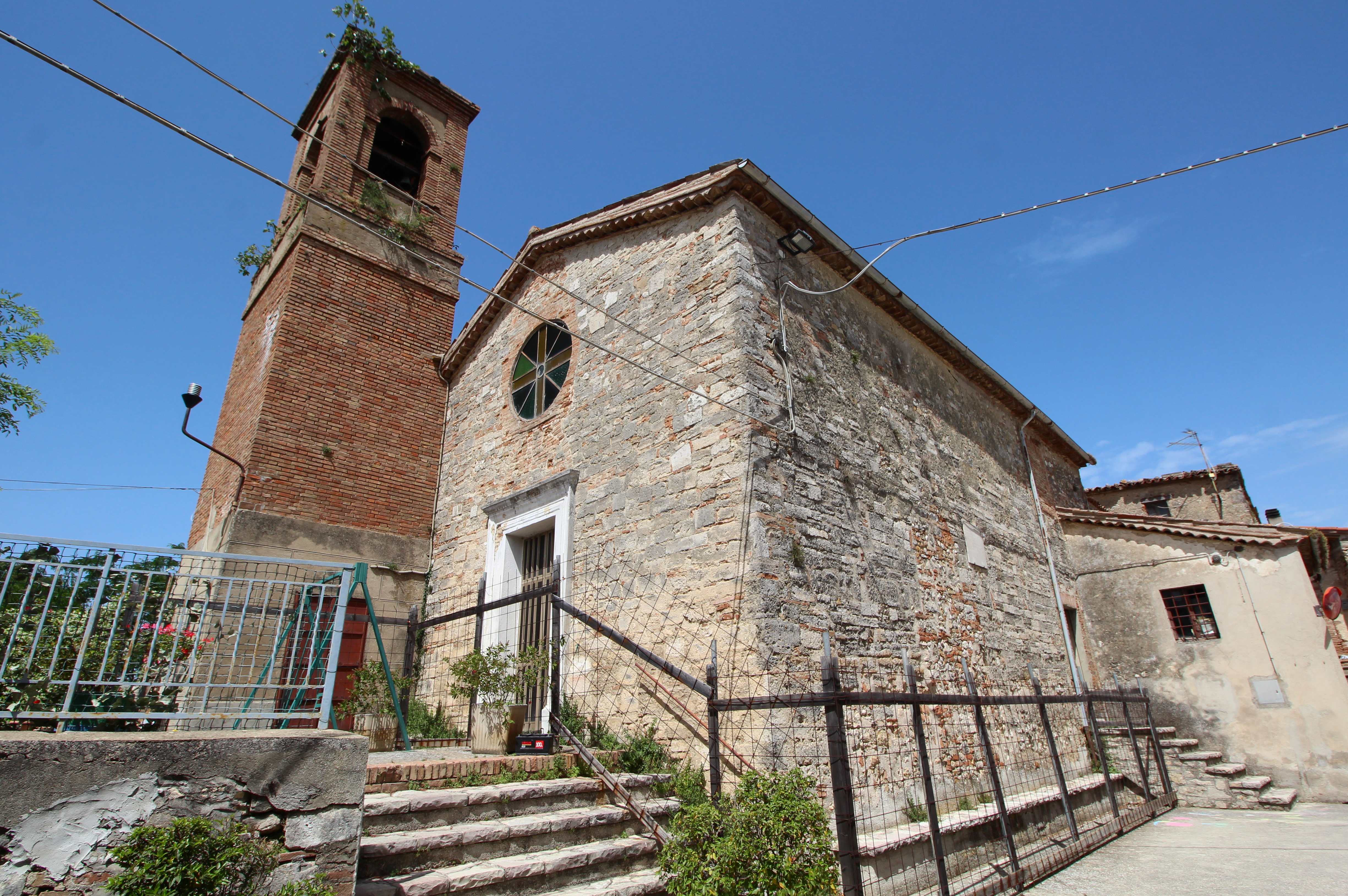
San Lorenzo nel centro del paese
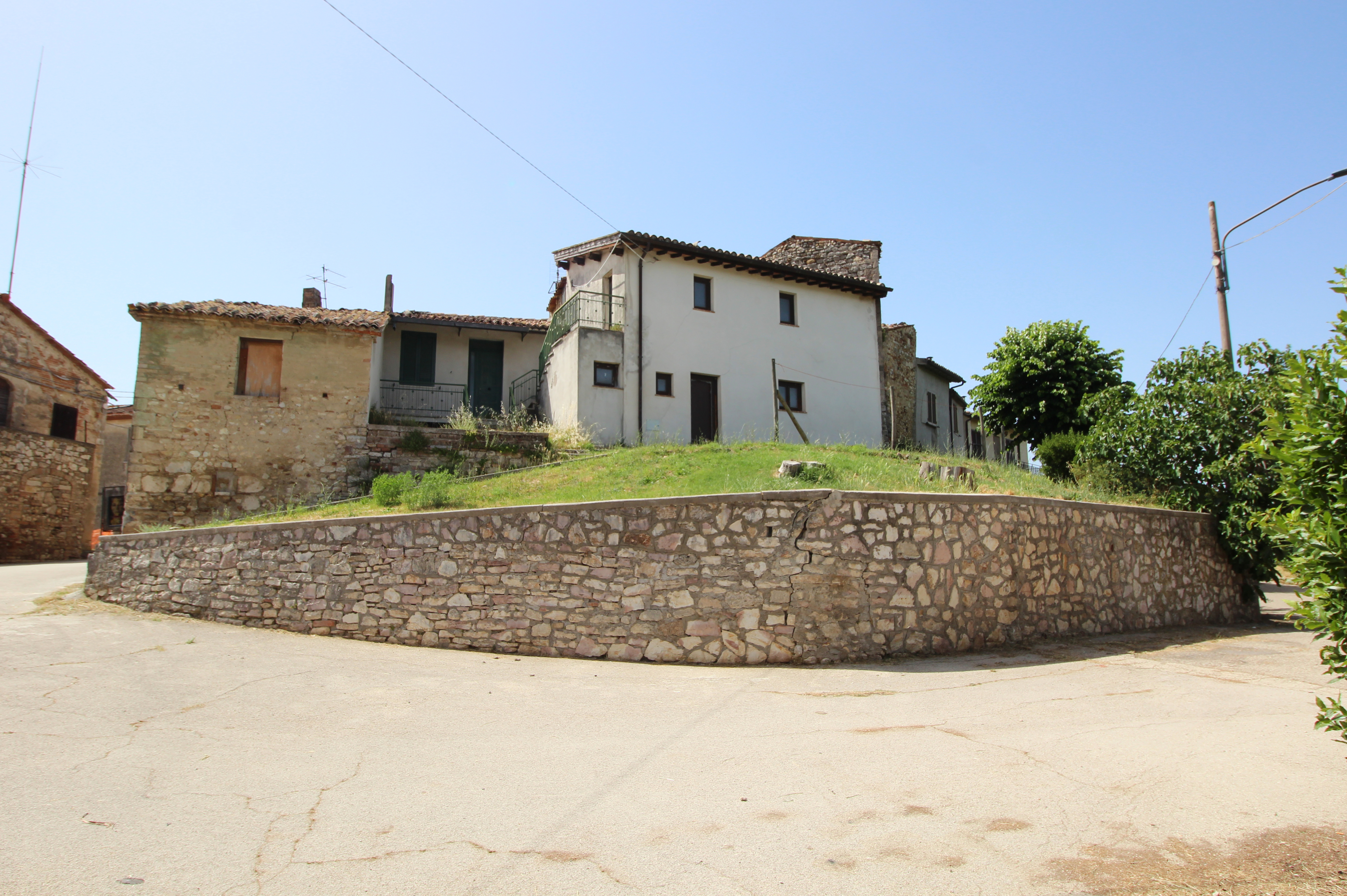
Il borgo
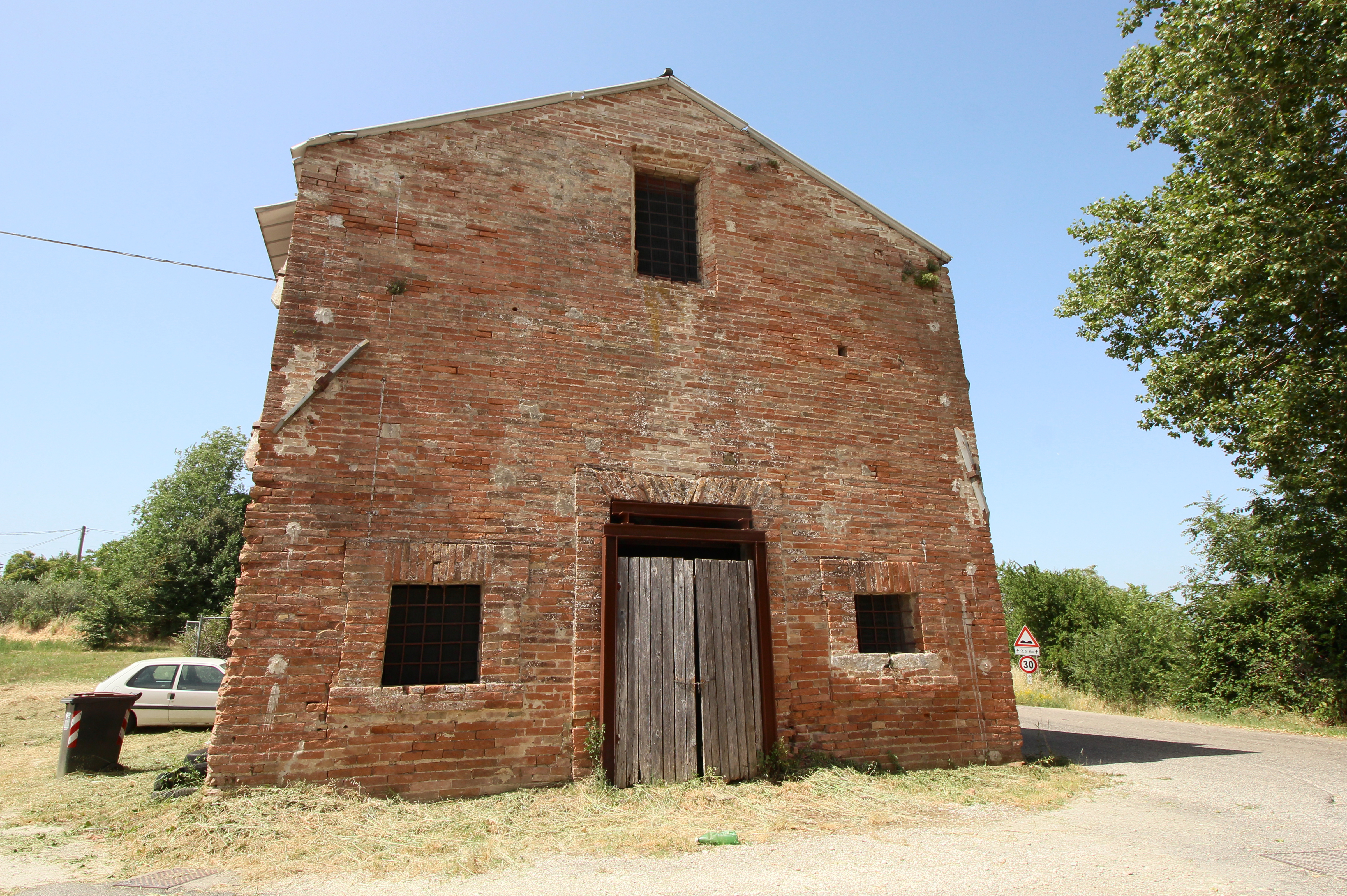
Madonna del soccorso fuori del paese